# Línea 283 (Interurbanos Madrid)
La línea 283 de la red de autobuses interurbanos de Madrid une la terminal subterránea de autobuses de Avenida de América con Coslada y San Fernando de Henares.

## Características
Esta línea une Madrid con ambos municipios en aproximadamente 30 minutos a través de la Autovía del Nordeste.
Siguiendo la numeración de líneas del CRTM, las líneas que circulan por el corredor 2 son aquellas que dan servicio a los municipios situados en torno a la A-2 y comienzan con un 2. Aquellas numeradas dentro de la decena 280 corresponden a aquellas que circulan por Coslada.
La línea no mantiene los mismos horarios todo el año, desde el 1 al 31 de agosto se reducen el número de expediciones los días laborables entre semana, además de los días excepcionales vísperas de festivo y festivos de Navidad en los que los horarios también cambian y se reducen. No presta servicio los fines de semana ni festivos.
Está operada por la empresa Avanza Movilidad Integral mediante la concesión administrativa VCM-201 - Madrid – Loeches – Arganda del Rey (Viajeros Comunidad de Madrid) del Consorcio Regional de Transportes de Madrid.

## Horarios

### 1 septiembre - 31 julio
| Lunes a viernes laborables |                       |                       |                       |                       |                       |                       |                       |                       |                       |                       |                       |                       |                       |                       |                       |                       |                       |                       |                       |                       |                       |                       |                       |                       |                       |                       |                       |                       |                       |                       |                       |                       |                       |                       |                       |
| Madrid > San Fernando      | Madrid > San Fernando | Madrid > San Fernando | Madrid > San Fernando | Madrid > San Fernando | Madrid > San Fernando | Madrid > San Fernando | Madrid > San Fernando | Madrid > San Fernando | Madrid > San Fernando | Madrid > San Fernando | Madrid > San Fernando | Madrid > San Fernando | Madrid > San Fernando | Madrid > San Fernando | Madrid > San Fernando | Madrid > San Fernando | Madrid > San Fernando | San Fernando > Madrid | San Fernando > Madrid | San Fernando > Madrid | San Fernando > Madrid | San Fernando > Madrid | San Fernando > Madrid | San Fernando > Madrid | San Fernando > Madrid | San Fernando > Madrid | San Fernando > Madrid | San Fernando > Madrid | San Fernando > Madrid | San Fernando > Madrid | San Fernando > Madrid | San Fernando > Madrid | San Fernando > Madrid | San Fernando > Madrid | San Fernando > Madrid |
| 06                         | 07                    | 08                    | 09                    | 10                    | 11                    | 12                    | 13                    | 14                    | 15                    | 16                    | 17                    | 18                    | 19                    | 20                    | 21                    | 22                    | 23                    | 05                    | 06                    | 07                    | 08                    | 09                    | 10                    | 11                    | 12                    | 13                    | 14                    | 15                    | 16                    | 17                    | 18                    | 19                    | 20                    | 21                    | 22                    |
| 35 55                      | 10 25 40 55           | 15 30 45              | 00 15 30 45           | 00 15 30 45           | 00 15 30 45           | 00 15 30 45           | 00 15 30 45           | 00 15 25 35 50        | 05 23 45              | 08 31 55              | 18 42                 | 05 29 52              | 16 39                 | 03 26 50              | 13 37 57              | 20 43                 | 07                    | 55                    | 10 25 40 55           | 10 20 35 50           | 05 20 40              | 00 15 30 45           | 00 15 30 45           | 00 15 30 45           | 00 15 30 45           | 00 15 30 50           | 10 35                 | 00 22 45              | 08 31 55              | 18 42                 | 05 29 52              | 16 39                 | 03 26 50              | 11 35 58              | 22                    |

### 1 - 31 agosto
| Lunes a viernes laborables |                       |
| Madrid > San Fernando      | San Fernando > Madrid |
| 06:45                      | 06:00                 |
| 07:05                      | 06:20                 |
| 07:25                      | 06:40                 |
| 07:45                      | 07:00                 |
| 08:10                      | 07:25                 |
| 08:30                      | 07:45                 |
| 08:50                      | 08:05                 |
| 09:10                      | 08:25                 |
| 09:35                      | 08:50                 |
| 09:55                      | 09:10                 |
| 10:15                      | 09:30                 |
| 10:35                      | 09:50                 |
| 11:03                      | 10:18                 |
| 11:40                      | 10:55                 |
| 12:09                      | 11:24                 |
| 12:37                      | 11:52                 |
| 13:05                      | 12:20                 |
| 13:34                      | 12:49                 |
| 14:02                      | 13:17                 |
| 14:30                      | 13:45                 |
| 14:59                      | 14:14                 |
| 15:27                      | 14:42                 |
| 15:55                      | 15:10                 |
| 16:24                      | 15:39                 |
| 16:52                      | 16:07                 |
| 17:20                      | 16:35                 |
| 17:49                      | 17:04                 |
| 18:17                      | 17:32                 |
| 18:45                      | 18:00                 |
| 19:14                      | 18:29                 |
| 19:42                      | 18:57                 |
| 20:10                      | 19:25                 |
| 20:39                      | 19:54                 |
| 21:07                      | 20:22                 |
| 21:35                      | 20:50                 |
| 22:04                      | 21:19                 |
| 22:32                      | 21:47                 |
| 23:00                      | 22:15                 |
|                            | 22:44                 |

## Recorrido y paradas

### Sentido San Fernando de Henares
| Código | Parada                                         | Común con                                                    | Conexiones con Metro | Municipio               | Zona |
| ------ | ---------------------------------------------- | ------------------------------------------------------------ | -------------------- | ----------------------- | ---- |
| 12477  | Intercambiador Avenida de América (dársena 19) |                                                              | Avenida de América   | Madrid                  |      |
| 1284   | Puente de CEA                                  | 115 200 222 223 224 224A 226 227 229 281 282 284 VAC-243     |                      | Madrid                  |      |
| 5617   | Canillejas                                     | 165 200 222 223 224 224A 226 227 229 261 281 282 284 VAC-243 | Canillejas           | Madrid                  |      |
| 7205   | Ctra. A2 - Pol. Ind. Las Mercedes              | 88 222 223 224 224A 226 227 229 281 282 284 VAC-243          |                      | Madrid                  |      |
| 7207   | Ctra. A2 - Col. Fin de Semana                  | 222 223 224 224A 226 227 229 281 282 284 VAC-243             |                      | Madrid                  |      |
| 7208   | Ctra. A2 - Hotel                               | 88 222 223 224 224A 226 227 229 281 282 284 VAC-243          |                      | Madrid                  |      |
| 7209   | Ctra. A2 - Pegaso City                         | 88 222 223 224 224A 226 227 229 281 282 284 VAC-243          |                      | Madrid                  |      |
| 5343   | Lola Flores - Padre Poveda                     | 88                                                           |                      | Madrid                  |      |
| 50005  | Rejas - Padre Poveda                           |                                                              |                      | Madrid                  |      |
| 12921  | Av. Cañada - Av. Industria                     |                                                              |                      | Coslada                 |      |
| 12919  | Av. Cañada - Pistas de Tenis                   |                                                              |                      | Coslada                 |      |
| 12917  | Av. José Gárate - Casa de la Juventud          |                                                              |                      | Coslada                 |      |
| 07121  | Venezuela - Perú                               | 288                                                          |                      | Coslada                 |      |
| 17422  | Argentina - Venezuela                          | 288 822                                                      |                      | Coslada                 |      |
| 17420  | Av. Madrid - Era                               | 288 822                                                      | San Fernando         | San Fernando de Henares |      |
| 07142  | Av. Madrid - Córdoba                           | 288 822 SE7                                                  |                      | San Fernando de Henares |      |
| 12911  | Av. Montserrat - Presa                         |                                                              |                      | San Fernando de Henares |      |
| 15406  | Rafael Sánchez Ferlosio - Nazario Calogne      |                                                              |                      | San Fernando de Henares |      |
| 20220  | Nazario Calonge - Miguel de Cervantes          |                                                              |                      | San Fernando de Henares |      |
| 20687  | Paseo de los Pinos - Nazario Calonge           | 822                                                          |                      | San Fernando de Henares |      |
| 20686  | P.º de los Pinos - Polideportivo Municipal     | 822                                                          |                      | San Fernando de Henares |      |

### Sentido Madrid (Av. América)
| Código | Parada                                         | Común con                                                    | Conexiones con Metro | Municipio               | Zona |
| ------ | ---------------------------------------------- | ------------------------------------------------------------ | -------------------- | ----------------------- | ---- |
| 20686  | P.º de los Pinos - Polideportivo Municipal     | 822                                                          |                      | San Fernando de Henares |      |
| 20688  | Paseo de los Pinos - Nazario Calonge           | 822                                                          |                      | San Fernando de Henares |      |
| 15408  | Nazario Calonge - Cementerio Viejo             |                                                              |                      | San Fernando de Henares |      |
| 15409  | Rafael Sánchez Ferlosio - Nazario Calogne      |                                                              |                      | San Fernando de Henares |      |
| 12593  | Av. Montserrat - Huesca                        | 281 282 284 285 1 SE71                                       |                      | San Fernando de Henares |      |
| 12912  | José Alix Alix - Nueva                         | 822                                                          |                      | San Fernando de Henares |      |
| 12914  | Coslada - Est. San Fernando                    | 822                                                          | San Fernando         | San Fernando de Henares |      |
| 07162  | Venezuela - Argentina                          |                                                              |                      | Coslada                 |      |
| 07163  | Venezuela - Perú                               | 288                                                          |                      | Coslada                 |      |
| 12917  | Av. José Gárate - Casa de la Juventud          |                                                              |                      | Coslada                 |      |
| 12918  | Av. Cañada - Pistas de Tenis                   |                                                              |                      | Coslada                 |      |
| 12920  | Av. Cañada - Marconi                           |                                                              |                      | Coslada                 |      |
| 50004  | Rejas - Padre Poveda                           |                                                              |                      | Madrid                  |      |
| 7299   | Ctra. A2 - Pegaso City                         | 222 223 224 224A 226 227 229 281 282 284 VAC-243             |                      | Madrid                  |      |
| 7300   | Ctra. A2 - Hotel                               | 222 223 224 224A 226 227 229 281 282 284 VAC-243             |                      | Madrid                  |      |
| 7301   | Ctra. A2 - Col. Fin de Semana                  | 222 223 224 224A 226 227 229 281 282 284 VAC-243             |                      | Madrid                  |      |
| 7302   | Ctra. A2 - Barrio del Aeropuerto               | 222 223 224 224A 226 227 229 281 282 284 VAC-243             |                      | Madrid                  |      |
| 7312   | Ctra. A2 - Instituto                           | 222 223 224 224A 226 227 229 281 282 284 VAC-243             |                      | Madrid                  |      |
| 7313   | Av. América - Canillejas                       | 222 223 224 224A 226 227 229 261 281 282 284 VAC-243         | Canillejas           | Madrid                  |      |
| 1287   | Av. América - Conde de Orgaz                   | 115 222 223 224 224A 226 227 229 282 VAC-243                 |                      | Madrid                  |      |
| 1285   | Puente de CEA                                  | 115 200 222 223 224 224A 226 227 229 261 281 282 284 VAC-243 |                      | Madrid                  |      |
| 1283   | Av. América - Parque Avenidas                  | 114 115 222 223 224 224A 226 227 229 281 282 284 VAC-243     |                      | Madrid                  |      |
| 4770   | Av. América - Corazón de María                 | 114 115 122 222 223 224 224A 226 227 229 281 282 284 VAC-243 |                      | Madrid                  |      |
| 12477  | Intercambiador Avenida de América (dársena 19) |                                                              | Avenida de América   | Madrid                  |      |

## Galería de imágenes

Mapa de la distribución de dársenas del intercambiador de Avenida de América con la distribución de cabeceras de las líneas de autobuses, entre las que aparece la línea 283.